# 14327 Лемке
14327 Лемке (14327 Lemke) — астероїд головного поясу, відкритий 16 березня 1980 року.
Тіссеранів параметр щодо Юпітера — 3,216.